# Мэлаймаре, Михай (младший)
Миха́й Мэлайма́ре-мла́дший (рум. Mihai Mălaimare, Jr.; род. 1975, Румыния) — румынский кинооператор.

## Биография
Родился в 1975 году в Румынии. Его отец Михай Мэлаймаре — румынский актёр театра и кино, а также политик. Мэлаймаре-младший учился в Национальном университете театра и кино «И. Л. Караджале» в городе Бухарест. Его первой картиной в качестве кинооператора стала короткометражка «Квартира» вышедшая в 2004 году. В 2008 году он был номинирован на премию «Независимый дух» за операторскую работу в фильме «Молодость без молодости». За свою работу в фильме «Мастер» Мэлаймаре получил номинацию на премию «Спутник» за лучшую операторскую работу и стал лауреатом премии Национального общества кинокритиков США в 2013 году.

## Избранная фильмография
- 2021 — Тем больнее падать / The Harder They Fall (реж. Джеймс Сэмюэл)
- 2019 — Кролик Джоджо / Jojo Rabbit (реж. Тайка Вайтити)
- 2018 — Чужая ненависть / The Hate U Give (реж. Джордж Тиллман мл.)
- 2018 — Истерия / Delirium (реж. Дэннис Илиадис)
- 2017 — Ноябрьские преступники / November Criminals (реж. Саша Джерваси)
- 2017 — Бессонная ночь / Sleepless (реж. Баран бо Одар)
- 2013 — Прогулка среди могил / A Walk Among the Tombstones (реж. Скотт Фрэнк)
- 2012 — Мастер / The Master (реж. Пол Томас Андерсон)
- 2011 — Между / Twixt (реж. Фрэнсис Форд Коппола)
- 2009 — Тетро / Tetro (реж. Фрэнсис Форд Коппола)
- 2007 — Молодость без молодости / Youth Without Youth (реж. Фрэнсис Форд Коппола)